# Ronde van Polen 2002
De Ronde van Polen 2002 (Pools: Wyścig Dookoła Polski 2002) werd verreden van maandag 9 september tot en met zondag 15 september in Polen. Het was de 59ste editie van de rittenkoers, die in 2005 deel ging uitmaken van de UCI Europe Tour (categorie 2.1). De ronde telde acht etappes, en werd afgesloten met een individuele tijdrit over 19 kilometer. Titelverdediger was de Tsjech Ondřej Sosenka. Van de 138 gestarte renners kwamen op 15 september in totaal 72 renners over de eindstreep in Karpacz.

## Etappe-uitslagen

### 1e etappe
| Gdańsk – Sopot (178 km) |                    |                            |          |
| Plaats                  | Naam               | Ploeg                      | Tijd     |
| Winnaar                 | Robert Hunter      | Mapei-Quick Step           | 4u02'20" |
| 2                       | Marcin Lewandowski | Mikomax Browar Staropolski | z.t.     |
| 3                       | Jacek Mickiewicz   | CCC-Polsat                 | z.t.     |

### 2e etappe
| Gdynia – Koszalin (245.5 km) |                   |                  |          |
| Plaats                       | Naam              | Ploeg            | Tijd     |
| Winnaar                      | Andrus Aug        | De Nardi-Pasta   | 5u14'26" |
| 2                            | Robert Hunter     | Mapei-Quick Step | z.t.     |
| 3                            | Remigius Lupeikis | Mróz             | z.t.     |

### 3e etappe
| Kołobrzeg – Szczecin (178 km) |                 |                  |          |
| Plaats                        | Naam            | Ploeg            | Tijd     |
| Winnaar                       | Janek Tombak    | Cofidis          | 3u59'40" |
| 2                             | Martin Hvastija | Alessio          | z.t.     |
| 3                             | Andrea Tafi     | Mapei-Quick Step | z.t.     |

### 4e etappe
| Stargard Szczeciński – Zielona Góra (256 km) |                      |         |          |
| Plaats                                       | Naam                 | Ploeg   | Tijd     |
| Winnaar                                      | Remigius Lupeikis    | Mróz    | 5u49'45" |
| 2                                            | Martin Hvastija      | Alessio | +00' 02" |
| 3                                            | Raimondas Vilcinskas | Mróz    | +00' 09" |

### 5e etappe
| Kożuchów – Szklarska Poręba (185 km) |                   |                  |          |
| Plaats                               | Naam              | Ploeg            | Tijd     |
| Winnaar                              | Franco Pellizotti | Alessio          | 4u19'06" |
| 2                                    | Laurent Brochard  | Jean Delatour    | +01' 02" |
| 3                                    | Richard Virenque  | Domo-Farm Frites | +01' 03" |

### 6e etappe
| Piechowice – Karpacz (150 km) |                  |                  |          |
| Plaats                        | Naam             | Ploeg            | Tijd     |
| Winnaar                       | Cezary Zamana    | CCC Polsat       | 3u55'29" |
| 2                             | Tomasz Brożyna   | Polska SNC       | +00' 05" |
| 3                             | Richard Virenque | Domo-Farm Frites | +00' 46" |

### 7e etappe
| Jelenia Góra – Karpacz (61 km) |                    |               |          |
| Plaats                         | Naam               | Ploeg         | Tijd     |
| Winnaar                        | Laurent Brochard   | Jean Delatour | 1u37'32" |
| 2                              | Ivaïlo Gabrovski   | Jean Delatour | +00' 46" |
| 3                              | Kurt Van De Wouwer | Lotto-Adecco  | +00' 48" |

### 8e etappe
| Jelenia Góra – Karpacz (individuele tijdrit over 19 km) |                     |                  |          |
| Plaats                                                  | Naam                | Ploeg            | Tijd     |
| Winnaar                                                 | Ondřej Sosenka      | CCC Polsat       | 0h30'59" |
| 2                                                       | Andrej Teterioek    | CCC Polsat       | +00' 27" |
| 3                                                       | Frank Vandenbroucke | Domo-Farm Frites | +00' 34" |

## Eindklassementen
| Plaats    | Naam                | Ploeg                | Tijd      |
| --------- | ------------------- | -------------------- | --------- |
| Gele trui | Laurent Brochard    | Jean Delatour        | 29u38'21" |
| 2         | Tomasz Brożyna      | Polska SNC           | +00' 19"  |
| 3         | Marek Rutkiewicz    | Cofidis              | +00' 25"  |
| 4         | Frank Vandenbroucke | Domo-Farm Frites     | +00' 35"  |
| 5         | Ondřej Sosenka      | CCC Polsat           | +00' 38"  |
| 6         | Cezary Zamana       | CCC Polsat           | +00' 49"  |
| 7         | Sławomir Kohut      | Amore & Vita-Beretta | +01' 41"  |
| 8         | Benoît Poilvet      | Crédit Agricole      | +02' 01"  |
| 9         | Volodymyr Hoestov   | Fassa Bortolo        | +02' 22"  |
| 10        | Richard Virenque    | Domo-Farm Frites     | +02' 28"  |
| 11        | Zbigniew Piątek     | Mróz                 | +02' 40"  |
| 12        | Robert Radosz       | Servisco-Koop        | +02' 46"  |
| 13        | Angelo Lopeboselli  | Cofidis              | +02' 47"  |
| 14        | Radosław Romanik    | CCC Polsat           | +02' 51"  |
| 15        | Jamie Burrow        | Amore & Vita-Beretta | +03' 28"  |

| Plaats      | Naam                | Ploeg            | Punten |
| ----------- | ------------------- | ---------------- | ------ |
| Groene trui | Marek Rutkiewicz    | Cofidis          | 72     |
| 2           | Laurent Brochard    | Jean Delatour    | 70     |
| 3           | Frank Vandenbroucke | Domo-Farm Frites | 62     |

| Plaats      | Naam             | Ploeg         | Punten |
| ----------- | ---------------- | ------------- | ------ |
| Paarse trui | Cezary Zamana    | CCC Polsat    | 42     |
| 2           | Serhij Oetsjakov | CCC Polsat    | 28     |
| 3           | Laurent Brochard | Jean Delatour | 24     |

| Plaats    | Naam              | Ploeg         | Punten |
| --------- | ----------------- | ------------- | ------ |
| Rode trui | Kazimierz Stafiej | Mróz          | 14     |
| 2         | Marek Maciejewski | Servisco-Koop | 8      |
| 3         | Cezary Zamana     | CCC Polsat    | 8      |

| Plaats    | Naam             | Ploeg         | Punten |
| --------- | ---------------- | ------------- | ------ |
| Roze trui | Cezary Zamana    | CCC Polsat    | 50     |
| 2         | Serhij Oetsjakov | CCC Polsat    | 29     |
| 3         | Laurent Brochard | Jean Delatour | 24     |

| Plaats | Ploeg                | Tijd      |
| ------ | -------------------- | --------- |
|        | CCC Polsat           | 88u56'53" |
| 2      | Domo-Farm Frites     | +09' 32"  |
| 3      | Amore & Vita Beretta | +23' 07"  |

## Uitvallers

### 1e etappe
- Marco Zanotti (Fassa Bortolo)

### 2e etappe
- Gennadi Michajlov (Lotto-Adecco)
- Sylvain Calzati (Cofidis)
- Patrice Halgand (Jean Delatour)
- Arkadiusz Wojtas (Team Nürnberger Versicherung)

### 4e etappe
- Yohan Boissy (Jean Delatour)[1]
- Rob Hayles (Cofidis)
- Marcin Gebka (Weltour)
- Przemyslaw Mikolajczyk (Servisco - Koop)
- Daniel Zych (Polska Snc)

### 7e etappe
- Quintino Rodrigues (CCC Polsat)
- Serge Baguet (Lotto-Adecco)
- Stefano Casagranda (Alessio)
- Davide Casarotto (Alessio)
- Martin Hvastija (Alessio)
- Andrea Ferrigato (Alessio)
- Gilles Bouvard (Jean Delatour)
- Remigius Lupeikis (Mróz)
- Rodolfo Massi (Amore & Vita Beretta)
- Balazs Rohtmer (Amore & Vita Beretta)
- Kjell Carlström (Amore & Vita Beretta)
- Dariusz Rudnicki (Legia Bazyliszek)
- Mariusz Witecki (Polska Snc)
- Piotr Mazur (Polska Snc)

### 8e etappe
- Paolo Fornaciari (Mapei-Quick Step)[1]
- Enrico Cassani (Domo-Farm Frites)[1]
- Thomas Grönqvist (Amore & Vita Beretta)[1]

Mannen: 1928 · 
1929 · 
1930-1932 · 
1933 · 
1934-1936 · 
1937 · 
1938 · 
1939 · 
1940-1946 · 
1947 · 
1948 · 
1949 · 
1950-1951 · 
1952 · 
1953 · 
1954 · 
1955 · 
1956 · 
1957 · 
1958 · 
1959 · 
1960 · 
1961 · 
1962 · 
1963 · 
1964 · 
1965 · 
1966 · 
1967 · 
1968 · 
1969 · 
1970 · 
1971 · 
1972 · 
1973 · 
1974 · 
1975 · 
1976 · 
1977 · 
1978 · 
1979 · 
1980 · 
1981 · 
1982 · 
1983 · 
1984 · 
1985 · 
1986 · 
1987 · 
1988 · 
1989 · 
1990 · 
1991 · 
1992 · 
1993 · 
1994 · 
1995 · 
1996 · 
1997 · 
1998 · 
1999 · 
2000 · 
2001 · 
2002 · 
2003 · 
2004 · 
2005 · 
2006 · 
2007 · 
2008 · 
2009 ·
2010 ·
2011 ·
2012 ·
2013 ·
2014 ·
2015 ·
2016 ·
2017 ·
2018 ·
2019 ·
2020 · 2021 · 2022 · 2023 · 2024
Vrouwen: 1998 · 1999 · 2000 · 2001 · 2002 · 2003 · 2004 · 2005 · 2006 · 2007 · 2008 · 2009-2015 · 2016 · 2017-2023 · 2024 · 2025